# Riccardo Zoidl
Riccardo Zoidl (Linz, 8 april 1988) is een Oostenrijks wielrenner. Zoidl reed vier jaar voor een WorldTour-wielerploeg. Van 2014 tot en met 2016 reed hij bij Trek-Segafredo, in 2019 bij het CCC Team. Daarnaast reed Zoidl voor diverse Oostenrijkse teams.
In 2013 won Zoidl het eindklassement van de UCI Europe Tour.

## Palmares

### Overwinningen
2011 - 2 zeges
1e (TTT) en 5e etappe Sibiu Cycling Tour
Tobago Cycling Classic
2012 - 3 zeges
 Oostenrijks kampioen tijdrijden, Elite
3e etappe Ronde van Opper-Oostenrijk
Puntenklassement Ronde van Opper-Oostenrijk
1e etappe Ronde van Szeklerland (TTT)
2013 - 11 zeges
2e etappe Circuit des Ardennes
 Eindklassement Circuit des Ardennes
2e etappe Ronde van Bretagne
 Eindklassement Ronde van Bretagne
Raiffeisen Grand Prix
2e en 3e etappe Ronde van Opper-Oostenrijk
 Eind- en puntenklassement Ronde van Opper-Oostenrijk
 Oostenrijks kampioen op de weg, Elite
 Eindklassement Ronde van Oostenrijk
Kroatië-Slovenië
2014 - 1 zege
 Oostenrijks kampioen op de weg, Elite
2016 - 1 zege
4e etappe Ronde van Kroatië
Bergklassement Ronde van Kroatië
2017 - 2 zeges
4e etappe Circuit des Ardennes
Puntenklassement Circuit des Ardennes
3e etappe Flèche du Sud
2018 - 3 zeges
 Eind- en puntenklassement Ronde van Savoie-Mont Blanc
2e etappe Ronde van Tsjechië
 Eind- en puntenklassement Ronde van Tsjechië
2020 - 1 zege
3e etappe Ronde van Antalya
Bergklassement Ronde van Antalya
2024 - 2 zeges
3e etappe Ronde van Griekenland
Eindklassement Ronde van Griekenland
3e etappe Ronde van Małopolska
Eindklassement Ronde van Małopolska

### Resultaten in voornaamste wedstrijden
| Jaar | Ronde van Italië | Ronde van Frankrijk | Ronde van Spanje |
| ---- | ---------------- | ------------------- | ---------------- |
| 2013 |                  |                     |                  |
| 2014 | 40e              |                     |                  |
| 2015 |                  |                     | 54e              |
| 2016 | 39e              |                     | 58e              |
| 2017 |                  |                     |                  |
| 2018 |                  |                     |                  |
| 2019 |                  |                     |                  |
| 2020 |                  |                     |                  |

| Jaar | Ronde van Lombardije |  | WK op de weg |  | Wereldranglijsten |
| ---- | -------------------- |  | ------------ |  | ----------------- |
| 2013 |                      |  | opgave       |  |                   |
| 2014 | 22e                  |  | opgave       |  |                   |
| 2015 |                      |  |              |  |                   |
| 2016 |                      |  |              |  |                   |
| 2017 |                      |  |              |  |                   |
| 2018 |                      |  |              |  | 190e (UWR)        |
| 2019 | 82e                  |  |              |  | 686e (UWR)        |
| 2020 |                      |  | opgave       |  |                   |

### Resultaten in kleinere rondes
| Jaar | Parijs-Nice | Ronde van Catalonië | Ronde van Romandië | Critérium du Dauphiné | Ronde van Zwitserland | Ronde van Polen | Ronde van Peking |
| ---- | ----------- | ------------------- | ------------------ | --------------------- | --------------------- | --------------- | ---------------- |
| 2014 |             |                     | 12e                |                       |                       |                 | 22e              |
| 2015 | 46e         | 22e                 | 37e                | 58e                   |                       | 14e             |                  |
| 2016 |             | 62e                 |                    |                       | 46e                   |                 |                  |

## Ploegen
- 2007 –  RC Arbö Resch & Frisch Gourmetfein Wels
- 2008 –  RC Arbö Wels Gourmetfein
- 2009 –  RC Arbö Wels Gourmetfein
- 2010 –  Arbö Gourmetfein Wels
- 2011 –  RC Arbö Gourmetfein Wels
- 2012 –  RC Arbö Wels Gourmetfein
- 2013 –  Team Gourmetfein Simplon
- 2014 –  Trek Factory Racing
- 2015 –  Trek Factory Racing
- 2016 –  Trek-Segafredo
- 2017 –  Team Felbermayr-Simplon Wels
- 2018 –  Team Felbermayr-Simplon Wels
- 2019 –  CCC Team
- 2020 –  Team Felbermayr-Simplon Wels
- 2021 –  Team Felbermayr-Simplon Wels
- 2022 –  Team Vorarlberg
- 2023 –  Team Felbermayr-Simplon Wels
- 2024 –  Team Felt Felbermayr
- 2025 –  Hrinkow Advarics

Alafaci · Arredondo · Beppu · Busche · Cancellara · Devolder · Didier · Felline · Hondo · Irizar · Jungels · Kišerlovski · Nizzolo · Popovytsj · B. van Poppel · D. van Poppel · Rast · Roulston · A. Schleck · F. Schleck · Sergent · Silvestre · Stuyven · Vandewalle · Voigt · Watson · Zoidl · Zubeldia · Chevrier (stagiair) · Eastman (stagiair) · Kirsch (stagiair)
Alafaci · Arredondo · Beppu · Busche · Cancellara · Coledan · Devolder · Didier · Felline · Irizar · Jungels · McConnell · Mollema · Nizzolo · Popovytsj · B.van Poppel · D.van Poppel · Rast · Roulston · Schleck · Sergent · Silvestre · Steegmans · Stuyven · Vandewalle · Watson · Zoidl · Zubeldia · Basso (stagiair) · Bernard (stagiair) · Rekita (stagiair)
Alafaci · Arredondo · Beppu · Bernard · Bobridge · Bonifazio · Cancellara   · Coledan · Devolder · Didier · Felline · Hesjedal · Irizar · Mollema · Nizzolo · Popovytsj · van Poppel · Rast · Reijnen · Schleck · Stetina · Stuyven · Theuns · Zoidl · Zubeldia · Allegaert (stagiair) · Mosca (stagiair)
Eibegger · Fortin · Kierner · Krizek · Lehner · Mangertseder · Neuhauser · Rabitsch · Schlemmer · Zoidl
Antunes · Barta · Bernas · Bevin · Černý · ten Dam · De Marchi · Geschke · Gradek · Koch · Mareczko · Owsian · de la Parte · Pauwels · Rosskopf · Sajnok · Schär · Van Avermaet  · Van Hoecke · Van Hooydonck · Van Keirsbulck · Ventoso · Wiśniowski · Zoidl